# Jan Vondráček
Jan Vondráček (* 16. srpna 1966 Praha) je český herec.

## Život
Studium herectví absolvoval na katedře alternativního a loutkového divadla DAMU a v roce 1994 nastupuje do souboru vznikajícího Dejvického divadla, odkud v roce 1996 přechází se souborem do nově založeného Divadla v Dlouhé. Na jevišti uplatňuje nejen herecké ale i hudební nadání (zpívá, hraje na několik nástrojů, aranžuje i skládá hudbu). Za postavu Lelia v Goldoniho hře Lhář získal Cenu Alfréda Radoka.
Jeho hlas se stal známý díky seriálu Mentalista, kde mluví hlavní postavu Patrika Janea (Simon Baker). V roce 2010 obdržel za tento dabérský výkon diváckou Cenu Františka Filipovského. Mimo to ale Vondráček namluvil desítky dalších postav v nejrůznějších filmech a seriálech.
Kromě toho, že umí střídat několik odlišných hlasů a je profesionální dabér, umí také dobře zpívat (navíc se změněným hlasem), což dokázal při namluvení audiokazety od Supraphonu – Hobit, podle předlohy J. R. R. Tolkiena, kde je mnoho písní i postav, přesto ji ale Vondráček zvládl namluvit i nazpívat sám.
Dabuje například herce jako Chris O'Dowd nebo Bradley Cooper. Jinak jej bylo možné slyšet kromě mnoha dalších filmů i ve snímcích Kmotr II, Liška a pes, Bídníci, Kajínek nebo Merlin. Ze seriálů jsou mimo Mentalistu známí Ztraceni, Ned a Stacey nebo Pohotovost.
Kromě dabingu se věnuje také filmovému herectví (např. Báječná léta pod psa nebo Operace Silver A). V roce 2011 si zahrál ve filmu Lidice.
Také dabuje postavu Vočka Szyslaka ze seriálu Simpsonovi a postavu Stewieho Griffina v seriálu Griffinovi.
Jeho synem je herec Vojtěch Vondráček (* 1994).

## Hlášení v MHD
V roce 2022 byl vybrán jako nový hlas autobusů a tramvají systému Pražské integrované dopravy, nahrazující dosavadní hlášení Dagmar Hazdrové. V anketě, kterou v květnu a červnu 2022 zrealizoval Dopravní podnik hl. m. Prahy ve spolupráci s hl. m. Prahou, a organizacemi ROPID a IDSK a do které postoupili čtyři finalisté (dva mužské a dva ženské hlasy: jeho konkurenty byli Jitka Moučková, Anna Císařovská a Jakub Stárek), pro Vondráčka hlasovalo více než 62 % z celkem 200 013 respondentů. V pražských tramvajích byl Vondráčkův hlas nasazen od pondělí 9. ledna 2023. V autobusech DPP byl nasazen 9. října 2023.  
Celkem měl namluvit 10 567 hlášení.
Organizace ROPID spustila v roce 2023 osvětovou kampaň „PIDikrůček pro lepší cestování MHD“, v jejímž rámci bylo postupně natočeno a publikováno 6 videí na téma nástup s kočárkem, přeprava psů, kouření na zastávkách a ve vozech, držení se za jízdy, hlasité telefonování a blokování dveří pro nástup a výstup. Hlavní postavou těchto videí je fiktivní behaviorální specialista PIDiatr Mh.D. Blaž Vršnik, jehož představuje Jan Vondráček. Videa vznikla prostřednictvím HOFO Production v režii scenáristy a režiséra Štěpána Zálešáka. Ve skutečnosti nese jméno Blaž Vršnik například slovinský autor diplomové práce Richard Sorge – mit in resničnost? z roku 2013 z oboru bezpečnostní a policejní práce, o významném sovětském špionovi německého původu z doby druhé světové války.

## Filmografie

### Film
| Rok  | Název                                                    | Role                              |
| ---- | -------------------------------------------------------- | --------------------------------- |
| 1984 | Šéfe, vrať se!                                           | zájemce o byt                     |
| 1996 | Eine kleine Jazzmusik                                    |                                   |
| 1997 | Báječná léta pod psa                                     |                                   |
| 1997 | Trampoty pana Humbla (televizní film)                    | komisař gestapa                   |
| 1998 | Císař a tambor                                           | tlumočník                         |
| 1999 | Návrat ztraceného ráje                                   | farář                             |
| 2001 | Druhý plán (studentský film)                             | herec                             |
| 2002 | Udělení milosti se zamítá (televizní film)               | advokát                           |
| 2002 | Z rodinného alba (televizní film)                        | Janin otec                        |
| 2002 | Malá nesdělení (studentský film)                         | otec                              |
| 2002 | Lidé z autobusů (studentský film)                        |                                   |
| 2004 | Hodný chlapec (televizní film)                           | advokát                           |
| 2005 | Sametoví vrazi                                           | Petr Vychodil                     |
| 2005 | Kousek nebe                                              | Medikus                           |
| 2005 | Sluneční stát                                            | Vilo                              |
| 2005 | Rajónové blues (televizní film)                          | nadporučík Staněk                 |
| 2005 | Každý den karneval (televizní film)                      | vyšetřovatel                      |
| 2005 | Rána z milosti (televizní film)                          | Zdeněk                            |
| 2006 | Tajemství Lesní země                                     | Pavučinec                         |
| 2006 | Úřední hodiny (studentský film)                          | František                         |
| 2006 | Všechno nejlepší!                                        | pan Chroust                       |
| 2007 | Boží duha                                                | udavač                            |
| 2007 | Operace Silver A                                         | Gerhard Clages                    |
| 2007 | Hodina klavíru (televizní film)                          | provozní                          |
| 2007 | Vlna (televizní film)                                    | nájemný vrah                      |
| 2008 | Vy nám taky, šéfe!                                       | exekutor                          |
| 2008 | Kouzla králů (televizní film)                            | přísný velitel                    |
| 2008 | Lovec vodního ticha                                      | policejní úředník                 |
| 2008 | Nebe a Vincek                                            | rádce                             |
| 2008 | Šejdrem                                                  | Hakl                              |
| 2009 | Klub osamělých srdcí (televizní film)                    | komentátor                        |
| 2009 | Aljona (televizní film)                                  |                                   |
| 2009 | Dilino a čert (televizní film)                           | král                              |
| 2009 | O království z nudlí a štěstí bez konce (televizní film) |                                   |
| 2009 | Nepolepšitelný (televizní film)                          | Přemysl Lhoták                    |
| 2009 | Pokoj v duši                                             | Marek                             |
| 2009 | Post Bellum (televizní film)                             | Lausner                           |
| 2010 | Bludičky (televizní film)                                | JUDr. Daneš                       |
| 2011 | Lidice                                                   | bachař Zeman                      |
| 2011 | Alois Nebel                                              | esenbák                           |
| 2011 | Villa Faber                                              | vetešník                          |
| 2011 | Perfect Days – I ženy mají své dny                       | Josef                             |
| 2012 | Modrý tygr                                               | architekt                         |
| 2012 | Aplaus (televizní film)                                  | Hynek                             |
| 2012 | O pokladech (televizní film)                             | učitel                            |
| 2012 | Probudím se včera                                        | inspektor Křeček                  |
| 2012 | Praho, má lásko (studentský film)                        | prodavač                          |
| 2012 | Vánoční hvězda (televizní film)                          | ředitel domova důchodců           |
| 2013 | Příběh kmotra                                            | Standa Tipl                       |
| 2013 | Cyril a Metoděj – Apoštolové Slovanů                     | patriarcha Jan                    |
| 2013 | Případ pro rybáře (televizní film)                       | Komárek                           |
| 2014 | Gottland                                                 |                                   |
| 2014 | Poslední cyklista (televizní film)                       | Smrž                              |
| 2015 | Svatojánský věneček (televizní film)                     | komoří                            |
| 2015 | Malý pán                                                 | Knihomol                          |
| 2016 | Ostravak Ostravski                                       | majitel dolu                      |
| 2016 | Hlas pro římského krále (televizní film)                 | francouzský král Karel IV. Sličný |
| 2016 | Řachanda                                                 | hospodský                         |
| 2016 | Ani ve snu!                                              | Ota                               |
| 2017 | Hurvínek a kouzelné muzeum                               | Bastor                            |
| 2017 | Přání k mání                                             | Baron                             |
| 2017 | Lajka                                                    | šimpanz Ham, kráva                |
| 2018 | Jan Palach                                               | profesor                          |
| 2018 | Rašín                                                    | Papritz                           |
| 2018 | Balada o pilotovi (televizní film)                       | Jan Masaryk                       |
| 2018 | Dvě nevěsty a jedna svatba                               | ředitel televize                  |
| 2019 | Cesta do nemožna                                         | Henri-Alexandre Deslandres        |
| 2019 | Teroristka                                               | Machův kamarád                    |
| 2019 | Velké dobrodružství Čtyřlístku                           | reportér                          |
| 2019 | Cukr (studentský film)                                   |                                   |
| 2020 | Mlsné medvědí příběhy                                    |                                   |
| 2021 | Atlas ptáků                                              | vyšetřovatel                      |
| 2021 | Martin Fruwein osmadvacátý odsouzený                     | Šlik                              |
| 2022 | Websterovi ve filmu                                      |                                   |

### Televize
| Rok  | Název                                   | Role                             | Poznámky                                 |
| ---- | --------------------------------------- | -------------------------------- | ---------------------------------------- |
| 1994 | Gumáci                                  |                                  |                                          |
| 1994 | Prima sezóna                            | Tonda Kratochvíl                 |                                          |
| 2000 | Policejní pohádky strážmistra Zahrádky  | Bednář                           |                                          |
| 2001 | Šípková Růženka                         | MUDr. Milan Oves                 | díl: „Bitva o kopec“                     |
| 2005 | Eden                                    | Trmík                            |                                          |
| 2006 | Hraběnky                                | Šálek                            |                                          |
| 2006 | Světla pasáže                           | Kolenko                          |                                          |
| 2008 | Zdivočelá země                          | bookmaker                        |                                          |
| 2009 | Expozitura                              | kapitán Houska                   |                                          |
| 2009 | Proč bychom se netopili                 | číšník                           | díl: „Vzpoura háčků“                     |
| 2010 | Dokonalý svět                           |                                  | díl: „Všechno se dá zařídit“             |
| 2010 | 3 plus 1 s Miroslavem Donutilem         | Josef                            | díl: „Štika“                             |
| 2010 | Králíkova čítanka                       |                                  |                                          |
| 2011 | Čapkovy kapsy                           | komisař                          | 2 díly                                   |
| 2012 | Trapasy                                 | starosta                         | díl: „Poklad“                            |
| 2012 | Ulice                                   | inspektor Drbal                  |                                          |
| 2013 | Sanitka 2                               | náměstek primátora               |                                          |
| 2014 | Život a doba soudce A. K.               | JUDr. Severa                     | 2 díly                                   |
| 2014 | České století                           | Oldřich Černík                   | díl: „Musíme se dohodnout (1968)“        |
| 2015 | Vraždy v kruhu                          | Tomáš Gabrhel                    | díl: „Ve jménu otce“                     |
| 2015 | Labyrint                                | Karel Dorf                       | 2 díly                                   |
| 2015 | Reportérka                              | doktor Horáček                   | díl: „V souboji“                         |
| 2015 | Policie Modrava                         | Francouz                         | díl: „Případ ukradené krasavice“         |
| 2016 | Já, Mattoni                             | Leo von Mattoni                  |                                          |
| 2016 | V.I.P. vraždy                           | režisér Beneš                    | díl: „Bez hlavy“                         |
| 2016 | Mordparta                               |                                  | díl: „Oběť“                              |
| 2017 | Kafe a cigárko                          | novinář                          | internetový seriál, díl: „Boj s tiskem“  |
| 2017 | Anča a Pepík                            | vypravěč, Pavel, Medard          |                                          |
| 2017 | Kapitán Exner                           | Vlček                            | vedlejší role                            |
| 2017 | Single Man                              |                                  | internetový seriál, díl: „Zaslepení“     |
| 2017 | Taxikář                                 |                                  | internetový seriál, díl: „Kdo je úchyl?“ |
| 2018 | Dabing Street                           | Přemysl Bartoloměj               | 2 díly                                   |
| 2018 | Hasičárna Telecí                        | kontrolor                        | internetový seriál                       |
| 2018 | Lynč                                    | ředitel základní školy           | 2 díly                                   |
| 2018 | Profesor T.                             | Václav Drápal                    |                                          |
| 2018 | Specialisté                             | Marek Mokrý                      | díl: „Obracečka not“                     |
| 2018 | Ohnivý kuře                             |                                  | 3 díly                                   |
| 2019 | Černé vdovy                             | Petr Písařík, vedoucí kriminálky | vedlejší role                            |
| 2020 | Poldové a nemluvně                      | Domanský                         | díl: „Evina nevina“                      |
| 2020 | Einstein – Případy nesnesitelného génia | profesor Eduard Medek            |                                          |
| 2020 | Rejpavá žížala                          | strýček Plasta                   |                                          |
| 2021 | Zločiny Velké Prahy                     | Dvořáček                         | díl: „Loutkohra“                         |
| 2021 | Ochránce                                | inspektor Jarošík                | vedlejší role                            |
| 2022 | Iveta                                   | pan domácí                       | minisérie                                |

## Rozhlasové role
- 2016 William Shakespeare: Sen noci svatojánské, Český rozhlas, překlad: Martin Hilský, rozhlasová adaptace: Klára Novotná, režie: Martina Schlegelová, dramaturgie: Renata Venclová, zvukový design a hudba: Jakub Rataj, produkce: Radka Tučková a Eva Vovesná. Osoby a obsazení: Karel Dobrý (Oberon), Helena Dvořáková (Titanie), Pavla Beretová (Puk), Viktor Preiss (Hrášek), Josef Somr (Hořčička), Jaroslav Kepka (Pavučinka), Miroslav Krobot (Poříz), David Novotný (Klubko), Martin Myšička (Střízlík), Václav Neužil (Píšťala), Hynek Čermák (Fortel), Klára Suchá (Hermie), Tereza Dočkalová (Helena), Petr Lněnička (Lysandr), Jan Meduna (Demetrius), Kamil Halbich (Theseus), Tereza Bebarová (Hippolyta), Jan Vondráček (Egeus) a další.[7]